# 哈里·马林
哈里·马林（英語：Harry Mallin，1892年6月1日—1969年11月8日），英国男子拳击运动员。他曾代表英国参加1920年和1924年夏季奥林匹克运动会拳击比赛，获得二枚金牌，均来自男子中量级项目。